# Semanotus bifasciatus
Semanotus bifasciatus es una especie de escarabajo longicornio del género Semanotus, tribu Callidiini, subfamilia Cerambycinae. Fue descrita científicamente por Motschulsky en 1875.

## Descripción
Mide 5-20 milímetros de longitud.

## Distribución
Se distribuye por China, Japón, Mongolia, Corea y Rusia.